# Gahnia lanaiensis
Gahnia lanaiensis là loài thực vật có hoa trong họ Cói. Loài này được O.Deg., I.Deg. & J.Kern mô tả khoa học đầu tiên năm 1964.